# Ashton (Devon)
Pour les articles homonymes, voir Ashton.
Ashton est une paroisse civile du Devon, située dans l'Angleterre du Sud-Ouest. 